# Dopper (waterfles)
Dopper is een Nederlands bedrijf uit Haarlem dat plastic hervulbare waterflessen in de handel brengt om het gebruik van plastic wegwerpflesjes tegen te gaan. De hervulbare waterflessen werden ontworpen door Rinke van Remortel. In 2013 werden er 350.000 flessen en in 2017 al meer dan 1,6 miljoen verkocht. De kunststof flessen worden gefabriceerd door VDL Wientjes te Emmen.

## Geschiedenis
Dopper is in 2009 opgericht door de Haarlemse ondernemer Merijn Everaarts. Hij wilde met het op de markt brengen van een langdurig te gebruiken plastic waterfles een bijdrage leveren aan vergroting van de bewustwording met betrekking tot het afvalprobleem dat onder meer wordt veroorzaakt door overal achtergelaten plastic flesjes.
Dopper was tot 2020 gevestigd aan de Paul Krugerkade te Haarlem. In dat jaar verhuisde het bedrijf naar het gebouw van het voormalige Haarlems Allergenen Laboratorium (HAL) in die stad.

## Product
De flessen bestaan uit drie losschroefbare delen: een fles met grote opening, een tussenstuk met kleinere opening en een dop met verbrede bovenkant. Het tussenstuk met de dop kan omgekeerd worden neergezet en dienen als beker. Er zijn flessen met verschillende inhoud, en behalve van kunststof zijn er ook versies uitgevoerd in roestvast staal en glas.

### Materiaalgebruik
De 'Dopper original' fles is van kunststof: de witte cup is gemaakt van abs en het gekleurde gedeelte bestaat uit polypropyleen. Bij de stalen Dopper zijn de fles en dop gemaakt van roestvast staal.
De fles is volgens het bedrijf vrij van bisfenol A of andere schadelijke stoffen.
In 2024 stonden herbruikbare plastic flessen, waaronder die van Dopper, ter discussie omdat er in een vaatwasser schadelijke stoffen uit zouden vrijkomen. Dopper constateerde dat voor het onderzoek hun fles met andere flessen samen in de vaatwasser was geplaatst en dat dit waarschijnlijk de resultaten heeft beïnvloed.